# 린 터치
린 투치(Lin Tucci, 1960년 2월 8일 ~ )는 미국의 배우, 연극 배우, 텔레비전 배우, 영화배우이다.
윈스럽에서 태어났다.

## 영화
- 까칠녀 사로잡는 법 (2009년)
- 브룩클린 룰스 (2007년)
- 쇼걸 (1995년)